# Sainte-Marthe (Eure)
Sainte-Marthe település Franciaországban, Eure megyében. Lakosainak száma 491 fő (2022. január 1.).

## Népesség
A település népessége az elmúlt években az alábbi módon változott:
| Lakosok száma | 261  | 293  | 377  | 469  | 476  | 500  | 508  | 495  | 496  | 491  |
|               | 1968 | 1982 | 1990 | 2006 | 2013 | 2015 | 2017 | 2019 | 2020 | 2022 |